# Pocketpriset
Pocketpriset var ett försäljningsrelaterat pris som mellan 1999 och 2010 årligen delades ut av Svenska Förläggareföreningen. Prisutdelningen gick av stapeln i Stockholm varje år i början på mars på Pocketpartyt. Priset delades ut i syfte att uppmärksamma de pocketböcker i olika litteraturkategorier som sålt bäst under föregående år.

## Prisnivåer
Priser delades ut i följande nivåer:
- Silverpocket för mer än 30 000 sålda exemplar
- Guldpocket för mer än 50 000 sålda exemplar
- Platinapocket för mer än 100 000 sålda exemplar